# Naturschutzgebiet Steinbruch Schüren (Dortmund)
Der Steinbruch Schüren ist ein Naturschutzgebiet im Dortmunder Stadtteil Schüren. Das Naturschutzgebiet wurde 1990 erstmals unter Schutz gestellt und trägt die NSG-Kennung DO-017. Mit einer Größe von 8,6 Hektar ist es das zweitkleinste Dortmunder Naturschutzgebiet. Der Steinbruch ist außerdem als Bodendenkmal mit der Listennummer B 0013 in der Denkmalliste der Stadt Dortmund verzeichnet.

## Geschichte
Der Abbau im Steinbruch Schüren begann bereits im Mittelalter. Steine aus diesem Steinbruch finden bzw. fanden sich in zahlreichen Dortmunder Kirchen und Häusern wie der Reinoldikirche, Georgskirche, der Hörder Burg, Haus Heithoff oder Haus Berghofen. Auch in neuerer Zeit wurde hier abgebaut, so z. B. für den Bau der Großen Kirche Aplerbeck. Die Steine entstanden vor etwa 315 Mio. Jahren zur Zeit des Oberkarbon. Der Steinbruch besteht aus zwei Teilbrüchen, dem großen westlichen „Unteren Bruch“ und dem östlichen „Oberen Bruch“. Auch mehrere Kohleflöze der Kleinzechen „Gustav“ und „Gute Hoffnung“, die noch bis 1957 hier Kohle abgebaut haben, finden sich im Steinbruch. 
Nach der Stilllegung wurde der Steinbruch jahrzehntelang als Mülldeponie missbraucht. Diese Müllschicht ist heute der Untergrund des Geländes. Auf diesem flachgründigen Boden wächst heute eine Magerrasengesellschaft, bestehend aus Steinklee und Natternkopf. Andere Bereiche sind verbuscht. Ein Wald aus Weiden, Robinien und Birken hat sich neben Wiesen und Hochstauden ebenso gebildet wie ein kleiner Teich an der tiefsten Stelle des Geländes. Dieser Teich ist Laichgewässer für Berg- und Teichmolche, Grasfrösche und Erd- und Kreuzkröten. Blindschleichen leben in den Felsen.

## Schutzziele
Entscheidend bei diesem Naturschutzgebiet ist die ungestörte Entwicklung der Natur in einer urbanen Gegend. Aus diesem Grund soll der Steinbruch nicht betreten werden.